# Cara ti amo
la mia spiccata sensibilità,

si contrappone al tuo gretto materialismo maschilista...»
(Cara ti amo, Elio e le Storie Tese)
Cara ti amo - risvolti psicologici nei rapporti fra giovani uomini e giovani donne è una canzone degli Elio e le Storie Tese.

## Il brano
È uno dei primi brani composti dal gruppo e l'unica canzone dell'album Elio Samaga Hukapan Kariyana Turu a non essere registrata in studio, bensì in un live a Corsico del 1989.
La parte maschile è interpretata dal tastierista del gruppo, Sergio Conforti (in arte Rocco Tanica), mentre la parte femminile viene eseguita da Stefano Belisari (in arte Elio). È inoltre il primo brano in cui compare Christian Meyer (all'epoca chiamato Pupillon), futuro batterista del gruppo ma che nel brano si dedica solo a suonare un piatto.
Il brano è musicalmente molto semplice, eseguito solo con l'accompagnamento della tastiera ed intramezzato da strumenti giocattolo per ribadire la caratteristica goliardica del testo, discostandosi volutamente dalla particolare cura tecnico-musicale dei brani normalmente eseguiti dal gruppo.
Ne esiste un'altra versione in studio (ma con il pubblico in sala), contenuta nel raccolta Del meglio del nostro meglio Vol. 1, che però viene attribuita al fittizio Bariton Women's Bar di Pugnasco (CH). La canzone è stata inoltre eseguita nel 2000 durante una puntata di Mai dire Gol (con Paola Cortellesi - alias la bambola "Marialegna" - nel ruolo della donna) e sei anni dopo nello spettacolo itinerante Coèsi se vi pare con Claudio Bisio ad interpretare la parte maschile.

## Contenuto
Il brano ironizza citando, com'è nello stile del gruppo, luoghi comuni tipici di una relazione tra uomo e donna. Il testo punta sulla diversa posizione che i due sessi spesso assumono all'interno di un rapporto di coppia, creando con un dialogo botta e risposta il dualismo in netta contrapposizione in cui la donna è irrazionale e contraddittoria mentre l'uomo è razionale e conciliatore, esasperandone i concetti all'inverosimile.
(Dal testo della canzone)